# Angie Teodora Dick
Angela „Angie Anj Lil“ Teodora Dick ist eine US-amerikanische Schauspielerin.

## Leben
Angie Teodora Dick wurde als Tochter indianischer und hispanischer Eltern geboren. Ihre Mutter stammt aus Panama, eine ihrer Großmütter wurde in Singapur geboren. Ihr Vater starb, als sie 12 Jahre alt war. Sie wuchs im Shasta County in den Regionen um Redding und Cottonwood als Halbwaise auf und wurde zeitweise von ihren Großeltern Leroy Dick (* 1936) und ihrer Großmutter Nancy Dick (* 1952) aufgezogen. In der Junior High School begann sie mit dem Saxophonspielen. Dick war außerdem als Cheerleaderin tätig und nahm auch an Wettkämpfen teil. Sie brach später ihr Studium ab, um sich dem Schauspiel zu widmen, und absolvierte verschiedene Schauspielkurse in Los Angeles.
Dick wirkte ab 2009 in Filmproduktionen mit. Überwiegend spielte sie in verschiedenen Kurzfilmen, war aber auch immer wieder in Spielfilmen, die für das Fernsehen oder für den direkten Videoverleih produziert wurden, zu sehen. Dazu gehören eine ganze Reihe von sogenannten B-Movies, wo sie 2016 in Planet of the Sharks eine größere Rolle übernahm. Ein Jahr später folgte eine Episodenrolle in der Fernsehserie Lucifer.

## Filmografie (Auswahl)
- 2009: Devotion (Kurzfilm)
- 2009: The Scion Factor
- 2011: Love Just Is-Emma
- 2012: Sassy Pants
- 2012: Piece of a Cake (Kurzfilm)
- 2013: Look Who's Stalking (Fernsehserie, Episode 1x03)
- 2013: Natures Departure (Kurzfilm)
- 2014: Cafe au Lait (Kurzfilm)
- 2014: Murder Book (Fernsehserie, Episode 1x01)
- 2014: Ashes (Kurzfilm)
- 2015: Method (Kurzfilm)
- 2015: CREO.8 (Fernsehserie)
- 2015: Flight World War II – Zurück im Zweiten Weltkrieg (Flight World War II)
- 2016: Break-Up Nightmare
- 2016: Fortune Cookie
- 2016: Planet of the Sharks (Fernsehfilm)
- 2016: Let Me In (Kurzfilm)
- 2016: Nightmare Wedding (Fernsehfilm)
- 2016: Friendzoned (Kurzfilm)
- 2017: Forgotten Evil (Fernsehfilm)
- 2017: Awaken the Shadowman
- 2017: Lucifer (Fernsehserie, Episode 3x02)
- 2018: The Pink Lotus (Kurzfilm)
- 2018: I'm Dying Up Here (Fernsehserie, Episode 2x10)
- 2019: Zombie Tidal Wave
- 2020: Catch the '57 (Kurzfilm)
- 2020: Stalked by My Husband's Ex (Fernsehfilm)
- 2022: Framed by My Sister (Fernsehfilm)
- 2022: Nix
- 2023: Chronicles of Jessica Wu (Fernsehserie, 3 Episoden)